# Sédkender
A sédkender vagy kenderpakóca (Eupatorium cannabinum) a fészkesvirágzatúak rendjébe, az őszirózsafélék családjának Eupatorium nemzetségébe tartozó növényfaj.
Népies nevei: foghagymaszagú fű, keresztes bodza, királyné asszony káposztája, Kunigundafű, májgyógyítófű, pakóca, paszkonca, vízigyopár, vízikender.

## Jellemzői
Nedves talajon, folyók és tavak mentén, világos erdőkben, irtásokban gyakori évelő növény, amely 1 m magasra is megnőhet. Keresztben átellenes állású levelei tenyeresen szeldeltek, durván fűrészesek. Virágzata fészek, benne a virágok fehérek vagy rózsaszínűek, csövesek, sátorvirágzatot alkotnak. Termése kaszat, amelyen jól fejlett bóbita van.

## Előfordulása, élőhelye
Vizes élőhelyek hemikryptofita (az áttelelő szerve közvetlenül a föld alatt vannak) növényfaja. Egész Európában, Észak-Amerikában és Nyugat-Ázsiában elterjedt faj. Magyarországon is sokfelé megtalálható, csak a közép és dél-kelet Alföldön ritkább. Árkok, patakok partján, nedves réteken és erdőszéleken él. Jellegzetes karakterfaja a Convolvulo-Eupatorietum növénytársulásnak.

## Alfajai
- Eupatorium cannabinum L. subsp. cannabinum: Európában, Nyugat-Ázsiában és Észak-Afrikában fordul elő.
- Eupatorium cannabinum subsp. corsicum (Loisel.) P.Fourn. (Syn: Eupatorium corsicum Loisel.): Franciaországban, Korzikában, Szardíniaban és Olaszországban fordul elő.

## Felhasználása
A növény pirrolizidin alkaloidokat tartalmaz, amelyek bizonyítottan mérgezők a máj számára. Szerepel az OGYÉI tiltólistáján is.
Mivel segíti a kiválasztást, jótékonyan hat a máj és a vese működési zavaraira. Illóolaja ezenkívül növeli a szervezet általános ellenálló-képességét, az antibiotikumos kezelést általában nem igénylő vírusos fertőzésekkel (például influenza) szemben. Salaktalanító és hashajtó hatása is ismert.
Hatóanyagai szeszkviterpén-laktonok (eupatoriopikrin), poliszacharidok (heteroxilán), flavonoiodok, illóolajok, mérgező pirrolizidin-alkaloidok. Hasonló hatóanyagokat tartalmaz az E. perfoliatum, a pirrolizidin-alkaloidok nélkül.
Ajánlott a máj és a vese működési zavarai, valamint homeopátiás készítményekben vírusfertőzések (például influenza, orr- és garatgyulladás) kiegészítő kezelésére. Manapság ajánlják májelégtelenségnél, vagy rossz májműködésnél fellépő bőrbántalmak ('viszketegség'), valamint egyéb bőrbetegségek, mint a rosacea vagy az acne rosacea (bőrpír) kezelésre.
Alkalmazásánál mindeddig nem tapasztaltak semmiféle mellékhatást, de pirrolizidin alkaloidjai nagy dózisban mérgező hatásúak (májkárosítóak és rákkeltők), ezért az előírt adagolást be kell tartani!